# Julie Bertuccelli
Julie Mathilde Charlotte Claire Bertuccelli é uma cineasta francesa nascida em 12 de fevereiro de 1968 em Boulogne-Billancourt. Ela é filha do cineasta Jean-Louis Bertuccelli e viúva do diretor de fotografia de cinema Christophe Pollock.

## Biografia
Depois de longos anos de estudos, Julie Bertuccelli foi professora de filosofia, antes de começar uma iniciação de realizações de documentários dos "Ateliers Varan" em 1993.

## Filmografia parcial

### Direção

#### Documentários
- 1993 : Un métier comme un autre (Uma profissão como a outra) - Documentário TV
- 1994 : Une liberté ! (Uma liberdade !) - Documentário TV
- 1997 : La Fabrique des juges (Uma fábrica de juízes) - Documentário TV
- 1999 : Bienvenue au grand magasin (Bem-vindo à Grande Loja) - Documentário TV
- 2000 : Les Îles éoliennes (As Ilhas Eólias)  - Documentário TV
- 2006 : Un monde en fusion (Um mundo em fusão) - Documentário TV
- 2006 : Otar Iosseliani, le merle siffleur (Otar Iosseliani, o melro assobiador) - Documentário TV
- 2008 : Le Mystère Glasberg (O Mistério Glasberg) - Documentário TV
- 2008 : Antoinette Fouque, qu'est-ce qu'une femme (Antoinette Fouque, que é uma mulher) - Documentário TV
- 2012 : La Cour de Babel

#### Longa-metragem de ficção
- 2003 : Depuis qu'Otar est parti... (Desde que Otar foi embora) - Prix Marguerite Duras 2004.
- 2010 : L'Arbre (A Árvore)

#### Filmes de comando
- 1995 : Le Jongleur de Notre-Dame (O Malabarista de Notre Dame) - Documentário
- 1995 : Un dimanche en champagne (Um Domingo em Champagne) - Documentário
- 1996 : Trait d'union (Trem de União) - Documentário
- 1996 : Saint-Denis, les couleurs de la ville (Saint-Denis, as cores da cidade) - Documentário
- 2007 : Stage Les chantiers nomades : l'acteur concret au cinéma, autour des objets (O estágio de obras de nômades: o ator de verdade no cinema, em torno de objetos)

### Roteirista
- 2002 : Depuis qu'Otar est parti... (Desde que Otar foi embora)
- 2010 : L'Arbre (A Árvore)

### Assistente de realização
- 1988-1990 : Divers série : Salut les homards, Les six compagnons, Souris noire em um episódio de Pierre Etaix
- 1990 : Aujourd'hui peut-être de Jean-Louis Bertuccelli
- 1990 : Kaminsky, un flic à Moscou de Stéphane Kurc
- 1991 : Promenades d'été de René Féret
- 1991 : La Chasse aux papillons de Otar Iosseliani
- 1992 : Precheur en eau trouble de Georges Lautner
- 1992 : Trois Couleurs : Bleu de Krzysztof Kieślowski
- 1992 : Trois Couleurs : Blanc de Krzysztof Kieślowski
- 1993 : Les Dessous du Moulin Rouge de Nils Tavernier
- 1993 : Le Clandestin de Jean-Louis Bertucelli
- 1994 : L'Appât de Bertrand Tavernier
- 1994 : Madame Jacques sur la croisette de Emmanuel Finkiel
- 1995 : Le Bel été 1914 de Christian de Chalonge
- 1996 : Brigands, chapitre VII de Otar Iosseliani
- 1997 : Un soir après la guerre de Rithy Panh

## Recompensas

### Festival de Cannes
- 2003 : Grand Prix de la semaine internationale de la critique pour Depuis qu'Otar est parti...
- 2003 : Grand Rail d’Or pour Depuis qu'Otar est parti...

### César
- 2004 : César de melhor primeira obra de ficção para Depuis qu'Otar est parti...
- 2004 : Nomeado César de melhor cenário e adaptação para Depuis qu'Otar est parti...

### Diversos
- 1998 : Prêmio do patrimônio no festival Cinéma du réel para La Fabrique des juges
- 2001 : Grande Prêmio do melhor roterista pour Depuis qu'Otar est parti...
- 2001 : Lauréate Émergence 2001 pour Depuis qu'Otar est parti...
- 2003 : Nomination pour le prix Duo Réalisateur-Producteur, Le Film Français pour Depuis qu'Otar est parti...
- 2003 : Prix Michel-d'Ornano de melhor cenário de longa metragem apresentado no Festival de Deauville para Depuis qu'Otar est parti...
- 2004 : Prix de la critique do Melhor primeiro fime francês Depuis qu'Otar est parti...
- 2004 : Prix Lumières du meilleur scénario para Depuis qu'Otar est parti...
- 2004 : Prix Marguerite Duras para Depuis qu'Otar est parti...
- 2004 : Prix SACD du Nouveau Talent Cinéma para Depuis qu'Otar est parti...
- 2004 : Prix du Public, Festival de Mulhouse para Depuis qu'Otar est parti...

### International Film Awards
- 2003 : Menção especial ao prêmeio FIPRESCI na Viennale para Depuis qu'Otar est parti...
- 2004 : Nomeação European Film Awards : Prix du Public du Meilleur Réalisateur para Depuis qu'Otar est parti...
- 2004 : Prix du Meilleur Scénario, Festival du Nouveau Cinéma de Montréal pour Depuis qu'Otar est parti...
- 2004 : Mention spéciale du Jury, Festival de Varsovie pour Depuis qu'Otar est parti...
- 2004 : Grand Prix ex-aequo, Festival de Béograd pour Depuis qu'Otar est parti...
- 2004 : Grand Prix au Festival international de cinéma de Tromsø pour Depuis qu'Otar est parti...
- 2004 : Prix Milagro au Festival du film de Santa Fè pour Depuis qu'Otar est parti...
- 2004 : Prix Signis au Festival international du film de Hong Kong pour Depuis qu'Otar est parti...
- 2004 : Prix de la jeunesse du Festival français d’Athènes et des Belakans pour Depuis qu'Otar est parti...
- 2004 : Prix du Public, Festival d’Athènes pour Depuis qu'Otar est parti...
- 2004 : Prix du Meilleur scénario et Prix d’interprétation féminine pour les 3 comédiennes  au Festival de Durban pour Depuis qu'Otar est parti...
- 2004 : Grand Prix du Festival International du Film de Salé, Maroc pour Depuis qu'Otar est parti...